# Maison des cadets de Berlin

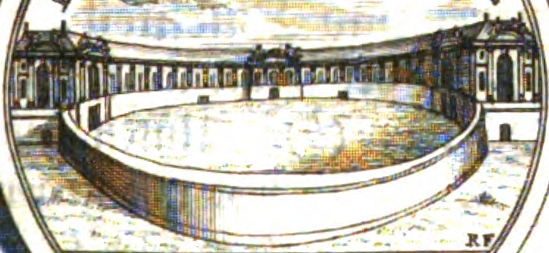
Vue sur le Jardin de chasse de Berlin, construit dans le style d'un ancien amphithéâtre. Détail d'une médaille de 1693. Artiste : Raimund Faltz.

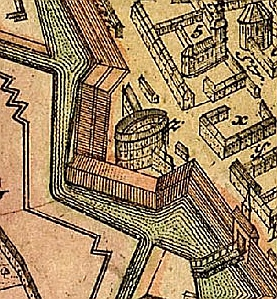
Emplacement de la maison des cadets sur la partie est du mur de la forteresse de Berlin (extrait du plan de la ville de Berlin de Walter, 1737, nord au bord inférieur).

L'ancienne maison des cadets de Berlin abrite de 1717 à 1777 un institut des cadets à Berlin-Mitte  pour la formation des officiers subalternes de l'armée prussienne dans le bâtiment agrandi de l'ancien Jardin de chasse de Berlin (de). Il est situé dans le bastion IX de la forteresse de Berlin, à peu près sur la place de l'escalier principal de l'actuel tribunal de grande instance de Berlin (de) au 13 Littenstraße (de).

## Du jardin de chasse à la maison des cadets
Le jardin de chasse est construit en 1693 par le maître d'œuvre Johann Arnold Nering sur ordre de l'électeur Frédéric III sous la forme d'une arène circulaire d'un côté, entourée d'un bâtiment semi-circulaire, dans laquelle des chasses publics d'animaux ont lieu jusqu'en 1712. En 1712, après que les quartiers de l'Académie des cadets, la maison d'escrime de la Klosterstrasse (de), sont rendus inutilisables par un incendie, Frédéric Ier ordonne de mettre fin aux chasses aux animaux à Berlin et de laisser le Jardin de chasse aux cadets comme logement d'urgence. L'année suivante, Friedrich meurt et, sous son successeur, l'hébergement provisoire des cadets dans le jardin devient permanent. Le roi Frédéric-Guillaume Ier supprime le jardin lors de son arrivée au pouvoir en 1713 En 1717, le demi-cercle de la colossale salle à colonnes du jardin est complété par un bâtiment à colombages de trois étages pour former un anneau fermé de bâtiments.
Le roi Frédéric-Guillaume Ier, le "roi soldat", concentre l'éducation des cadets pour l'armée prussienne, à l'origine répartie sur diverses académies du pays, dans sa capitale, et en 1717 loge un corps de cadets élargi dans la maison des cadets dans une promiscuité étouffante.
L'histoire de l'utilisation du Hetzgarten, d'une architecture de plaisir dédiée aux festivals antiquisants à une école militaire, est considérée comme un exemple du caractère de la restructuration de la cour prussienne par l'arrivée au pouvoir du roi soldat Frédéric-Guillaume Ier.

## Cours à la maison des cadets
Les cadets prussiens ont entre 11 et 18 ans et viennent pour la plupart des provinces orientales de la Prusse. Les parents appauvris voient dans le fait de confier leurs fils à la maison des cadets l'occasion de prodiguer des soins adéquats, le roi, en revanche, l'utilise pour élever la progéniture de son corps d'officiers. Les cadets restent dans la maison des cadets pendant deux à trois ans, moins souvent quatre ans. Après cela, ils sont généralement transférés dans un régiment en tant que caporal privé. 

## Un lieu d'éducation spartiate
Une description des cours et de l'atmosphère dans l'ancienne maison des cadets est donnée par Adolf von Crousaz dans son livre sur le Corps royal des cadets prussien, publié en 1857
« À cette époque (1740) le corps de cadets était un institut à moitié monastique et à moitié spartiate, excellent en discipline et en force, mais sans stimulation spirituelle, sans attrait extérieur. Tout l'enseignement était un exercice mécanique et élémentaire ; le collège des instituteurs n'était pas scientifique et insignifiant, le système pénal était de fer ; on vivait étroitement ensemble, dans une maison endommagée, etc. On élevait des hommes excellents, tout comme la Constitution lycurienne avait jadis évoqué de telles choses, mais c'était une image sombre, une condition qui n'était pas conforme aux normes de l'esprit humain. »

## Démolition et nouvelle construction
Dès 1723, on songe à un agrandissement, mais ce n'est que Frédéric le Grand qui entreprend la construction d'un édifice de trois étages de forme rectangulaire. Après que la nouvelle construction de la maison des cadets est partiellement terminée, l'ancienne est démolie en 1777.

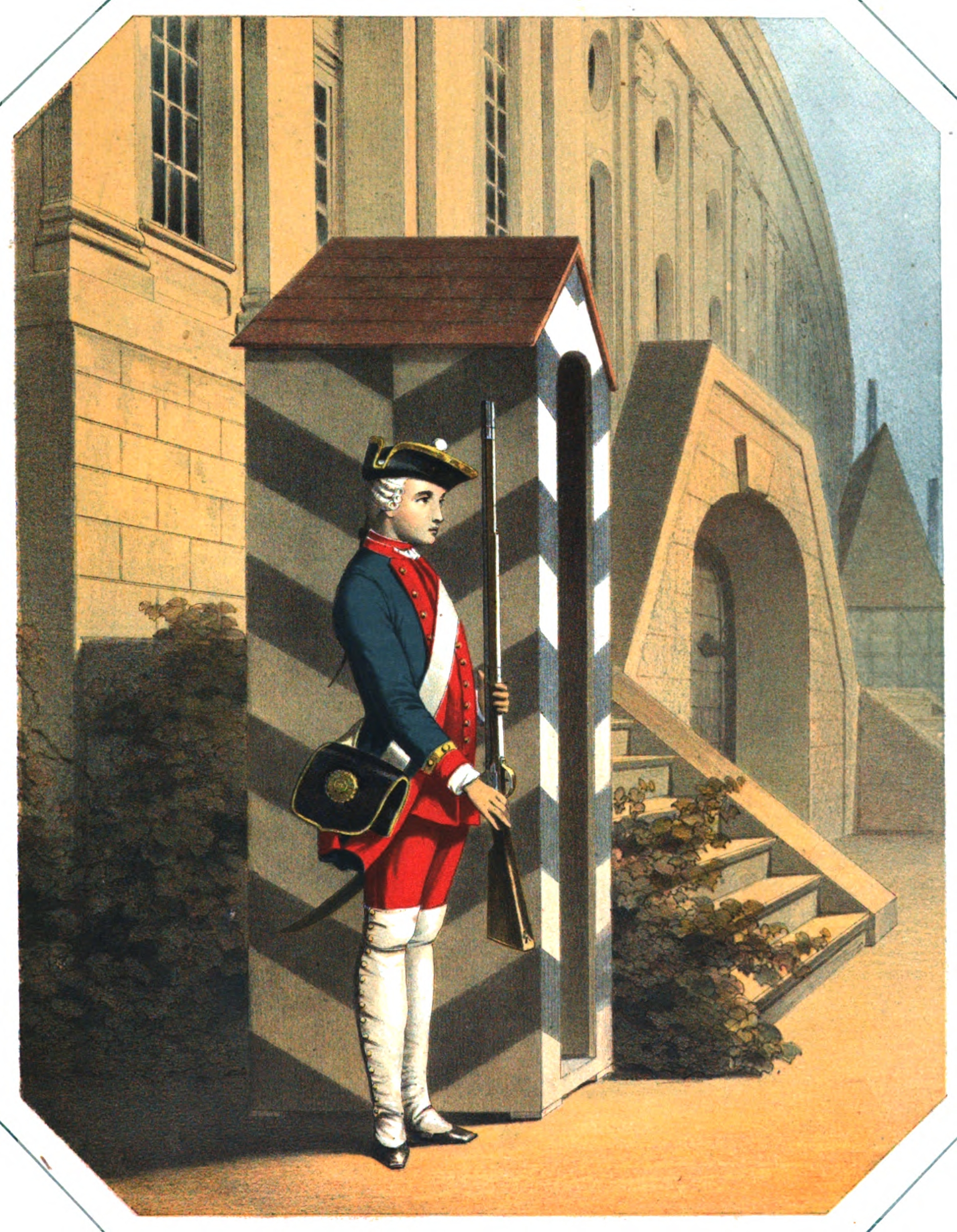
Un cadet prussien de 1717 monte la garde devant l'entrée de la maison des cadets à Berlin. Graphiste inconnu, 1855.
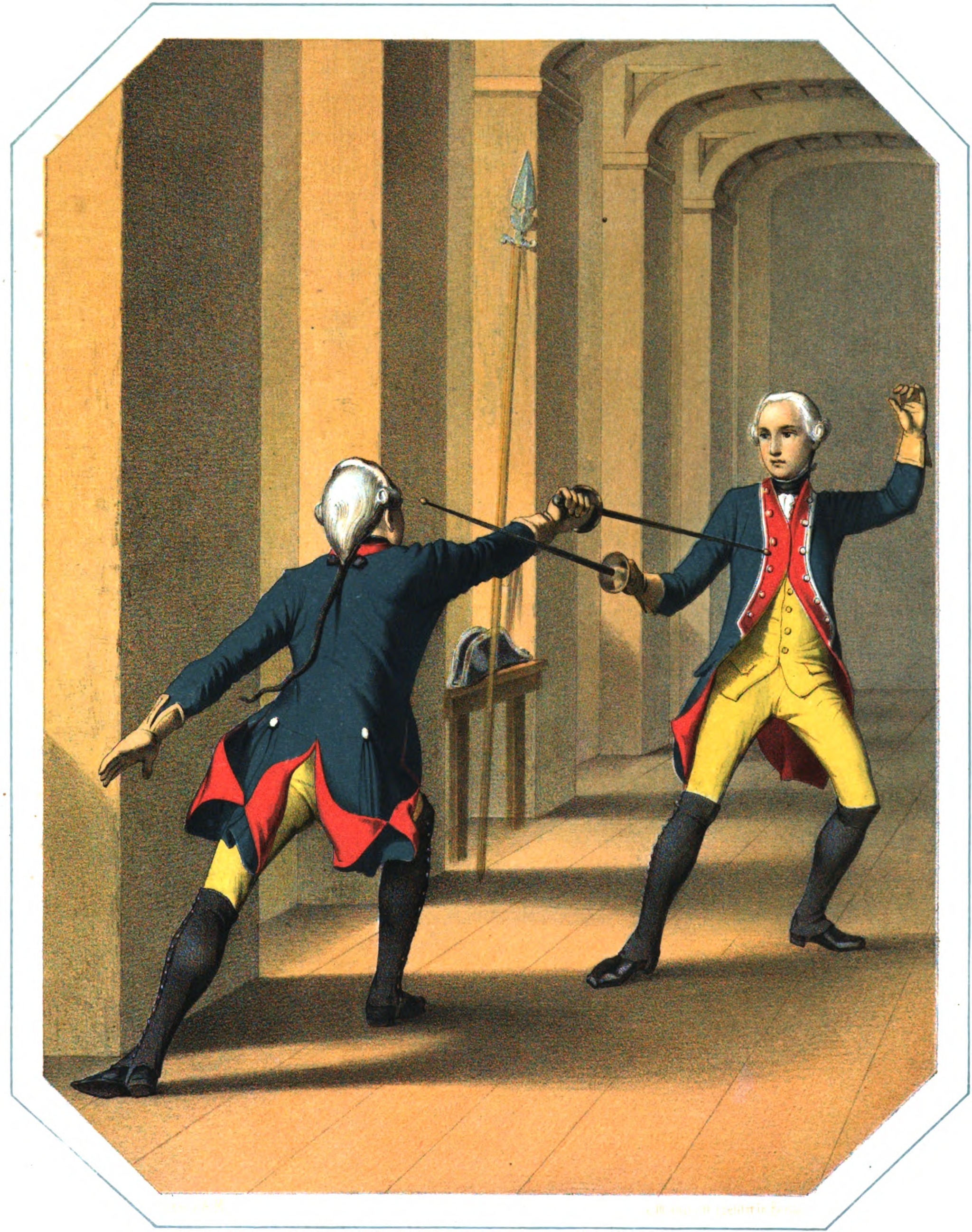
Cadets de 1786 prenant des leçons d'escrime. Graphiste inconnu, 1855.